# 志々島

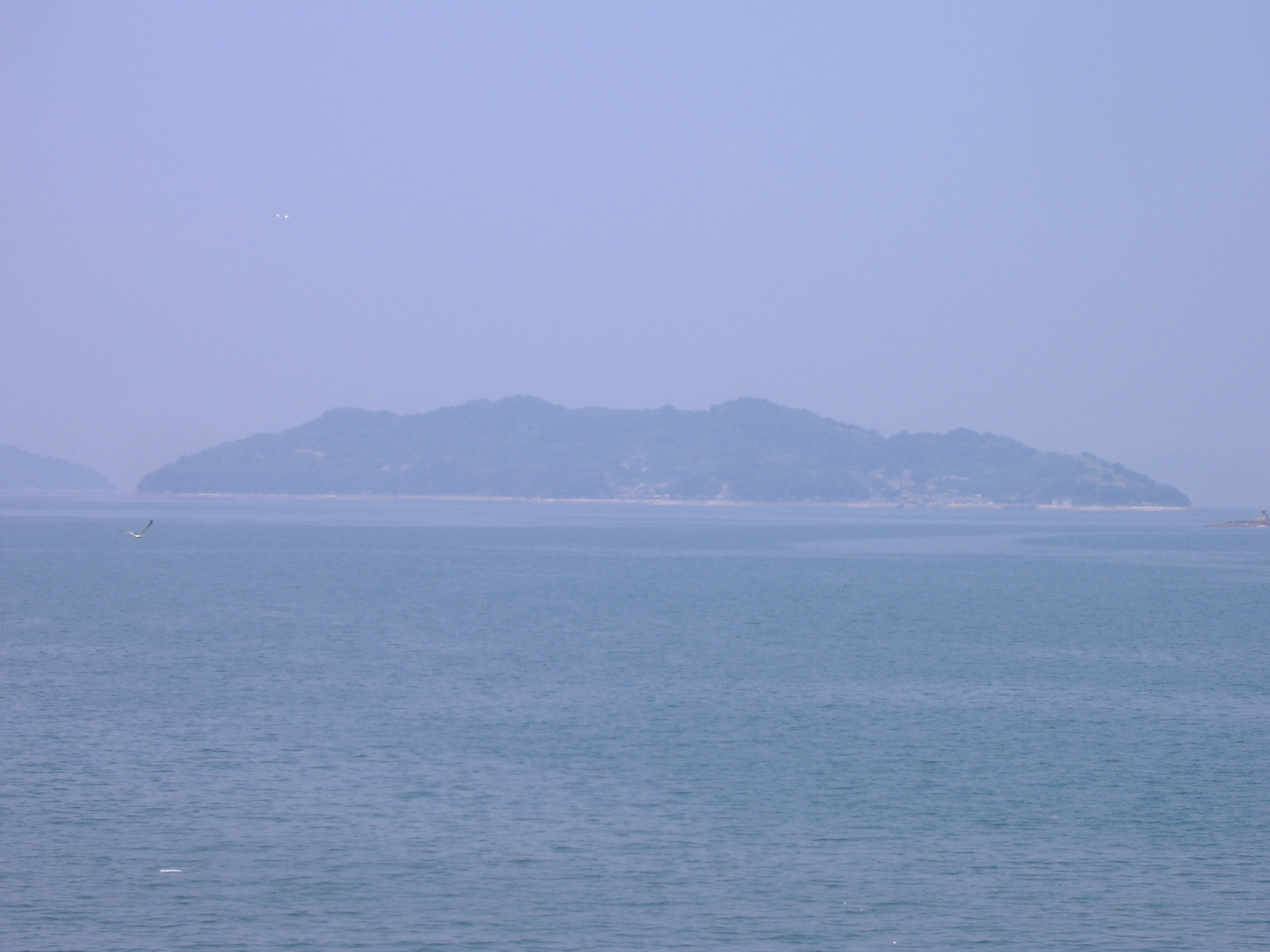
津嶋神社からみた志々島

志々島（ししじま）は、瀬戸内海の塩飽諸島の島。

## 行政
香川県三豊市に属する。三豊市成立前は三豊郡詫間町に属していた。

## 地理
詫間港の北方およそ6kmの沖合に位置する、周囲3.8km、面積0.74km2の有人島。島内最高峰は標高109mの横尾の辻。北に高見島、西にスクリューのような形をした粟島が位置する。
島を第1区から第4区までを4つに分けて呼ぶことがある。
第1区＝北西部、北部
第2区＝東部
第3区＝南東部
第4区＝南部、南西部

## 歴史
地名の由来はいくつかの説があり、神功皇后が当地で十束剣の神璽を祀った故事に因み、「神璽」がつまって「志々」に転じたとする説や、詫間荘の四至によるという説、鹿が多く生息していたことに因んだという説などが知られている。
志々島は昔、七人の者が来て島を開いた。長曾我部元親が讃岐に侵攻時、雨霧と城主・香川信景の残党がこの島に逃げてきた。
江戸時代は丸亀藩に。志々の食い物は茶粥の膳に、イギス豆腐に貝なますと記している。

開拓時期は定かではないが、両墓制の習慣が残されているなど、少なくとも中世以前までには集落が形成されていたと考えられる。
江戸期には丸亀藩下の三野郡詫間郷に属し、幕末期に藩主京極朗徹の手によって編纂された「西讃府志」によると、人口673人、畑17町8反余りとなっている。大麦や小麦の栽培が産業の中心であったという。
また、同時に漁業の島としても栄え、寛政11年には島内で採れたナマコ120斤を中国へ輸出した記録も残っている。
江戸時代の終わりごろから、「金のなる島」と言われ、縛り網で活況を呈した。
島周辺で鯛や鰆の産卵に適した漁場。あまもが密生。2010年9月15日北野省一（志々島のあれこれp4）

近代に入り、明治23年に香川県内で町村制が施行されると、隣の粟島と共に三豊郡粟島村に属する事となった。なお、同年には志々島尋常小学校が開校されている。 翌明治24年の人口は877人であり、その後も明治、大正期を通して人口1000人前後の農漁業の島として栄えるが、戦後は除虫菊や花の栽培が盛んだった時期もあったが、高度経済成長期には産業構造の変化により過疎化が進んだ。 特に、昭和50年の小学校（詫間小学校志々島分校）閉校は離島の流れに拍車をかけ、三豊市成立後の平成21年3月現在では26世帯32人が暮らすのみとなっている。また「花の島」と呼ばれるほど、最盛期には100軒以上の農家が仏花として使われる小菊、ストック・マーガレット・キンセンカを育てる花卉業で有名な頃があったものの、いったん全て廃業とされた。近年、花農家であった一家が芝桜やネモフィラ等の花畑を再整備、春から初夏に海から見えるその景色は「天空の花畑」と言われている。

### 島名
島名は十握剣を納めた新鳥島、また京都の柴良島また西行法師が行脚の途中でこの島を見て「獅子に似たる島」として獅子島と名付けた経緯がある。

## 交通

### 道路
島内に国道・県道はない。

### 水上交通
粟島汽船が須田港（四国本土）－粟島港－上新田漁港（粟島）－本村漁港（志々島）－宮の下港（四国本土）間で旅客船を運航している。通常「あしま」が使用されるが、志々島は港に車道が通じていないため車両の積み卸しはできない。

## 現在
高度の高齢化と過疎化が進み、島の人口は20人を切っている。
郷土料理として、おひら、なます、茶粥等がある。

## 観光名所

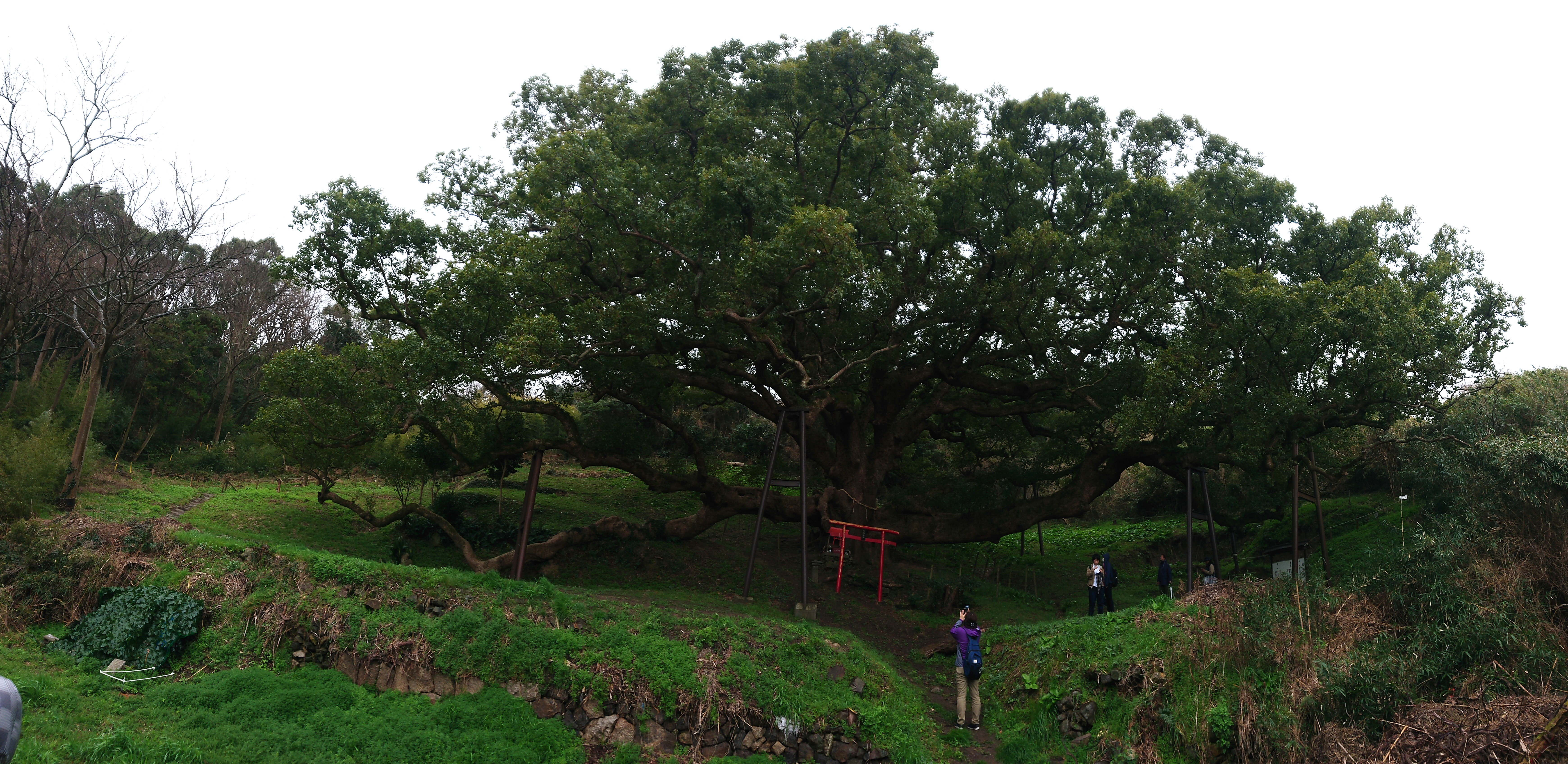
志々島の大楠

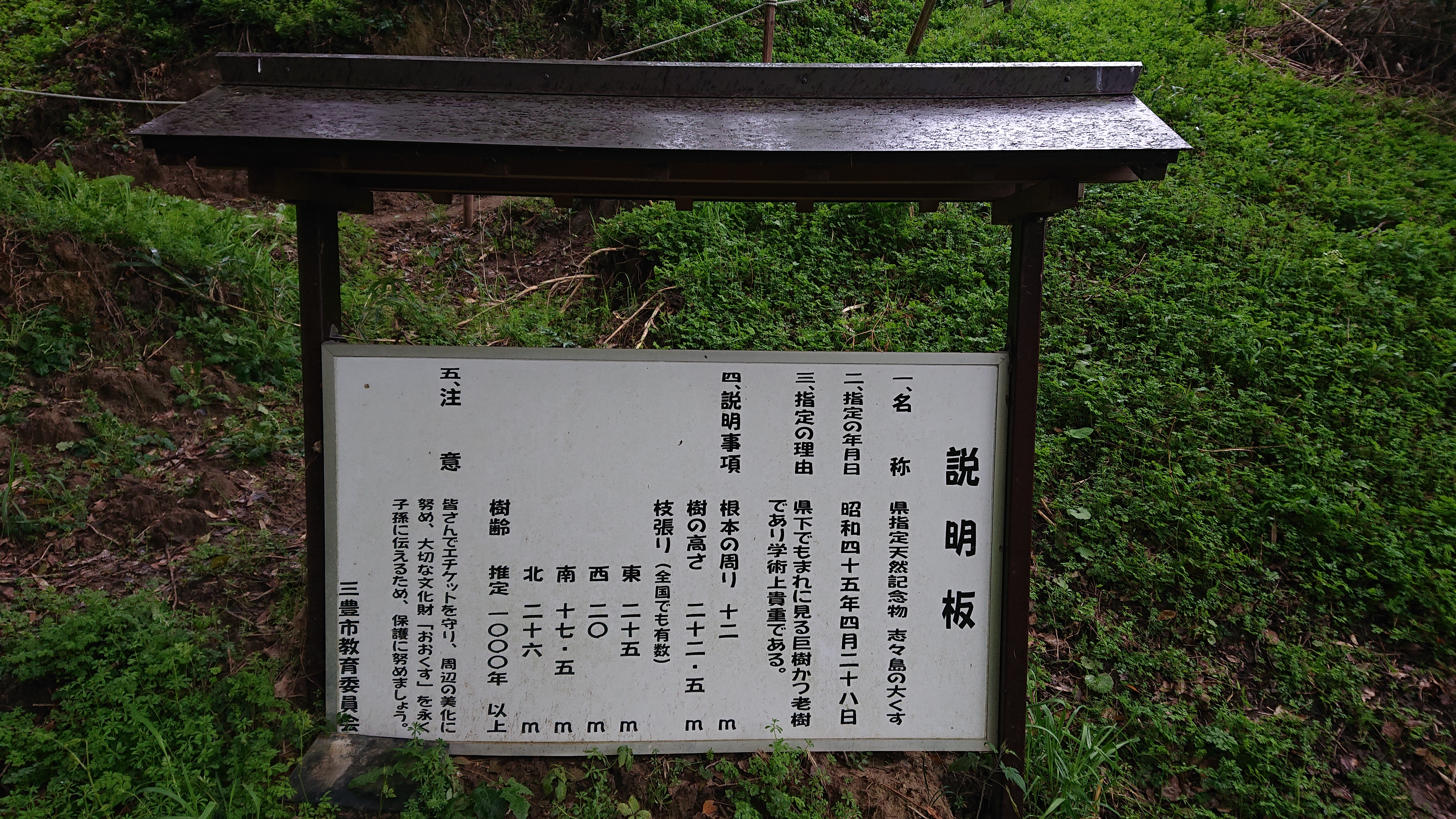
説明版

島の北部に大楠があり、昭和45年4月に県天然記念物に指定された。
根本周り12メートル、高さ22.5メートル、枝張りは東25メートル、西20メートル、南17.5メートル、北26メートル。
善通寺市の古木研究家牛田哲夫氏の推定では樹齢1200年と言われている。

## その他
- 1994年（平成6年）公開の映画「男はつらいよ 寅次郎の縁談」では「琴島」として志々島が物語の舞台のひとつとなった。
- 2004年（平成16年）公開の映画「機関車先生」でロケ地となった。
- 2019年（令和元年）香川出身ミュージシャン、ドートレトミシーが志々島テーマソング「くすのきのうた」を発表